# فرناندو رومبولی
 فرناندو رومبولی (انگلیسی: Fernando Romboli؛ زادهٔ ۴ ژانویهٔ ۱۹۸۹) یک تنیس‌باز اهل برزیل است.